# Ханс Йон
Ханс Йон (на немски: Hans John) е германски юрист и борец от съпротивата, участвал в опита за убийство на фюрера Адолф Хитлер от 20 юли 1944 г.

## Биография
Ханс Йон е роден в Цигенхайн, Хесен, и следва право в Берлинския университет. През 1939 г. е нает като юридически асистент в Института по право в Берлин. През юни 1940 г. той е въведен във Вермахта, но след като е ранен на Източния фронт, той е освободен обратно в академичните среди.
С брат си Ото Йон е в контакт с елементите на съпротивата в Абвера и Вермахта. След като чуват за операция Валкирия, братята се присъединяват към съпротивата и започват да се занимават сериозно със заговора от 20 юли, за да убият Хитлер. След като Ханс Остер и Ханс фон Донани са арестувани през пролетта на 1943 г., те държат избягалия Лудвиг Гере да се крие от Гестапо.
Йон е арестуван през август 1944 г., когато е обвинен и тежко малтретиран в затвора. Народна съдебна палата го осъжда на смърт през февруари 1945 г. Той е разстрелян през април 1945 г. в Берлин. През юли 1944 г. брат му Ото успява да избяга от Нацистка Германия.